# تاریا پینچا
تاریا پینچا (به اسپانیایی: Taruja Pincha) یک کوه در پرو است که در Peru, Puno Region, Azángaro Province واقع شده‌است. تاریا پینچا ۴٬۸۰۰ متر بالاتر از سطح دریا واقع شده‌است.